# ليزلي رايت
ليزلي رايت (20 يناير 1903 في المملكة المتحدة - 6 يناير 1956 في المملكة المتحدة) (بالإنجليزية: Leslie Wright)‏ هو لاعب كريكت بريطاني وبريطاني (وحمل سابقاً جنسية المملكة المتحدة لبريطانيا العظمى وأيرلندا). لعب مع نادي مقاطعة ورسسترشاير للكريكيت ‏.

## وصلات خارجية
- ليزلي رايت على موقع إي آس بي آن كريك إنفو (الإنجليزية)